# Alexandra Brodski
Alexandra Brodski (* 1989 in Moskau) ist eine deutsch-russische Regisseurin und Drehbuchautorin. Sie lebt in London und Düsseldorf.

## Leben und Werk
Alexandra Brodski zog 1992 mit ihrer Familie nach Deutschland. 2008 begann sie ihr Studium der Filmregie an der internationalen Filmschule Köln (ifs) und drehte Kurzspielfilme und Dokumentarfilme in Deutschland, Albanien und Südkorea. Nach Abschluss der Filmschule mit dem Bachelor of Arts, arbeitete sie bei zahlreichen deutschen Produktionen, unter anderem Schossgebete (2013, R: Sönke Wortmann) und Die abhandene Welt (2014, R: Margarethe von Trotta) als erste und zweite Regieassistenz. Von 2016 bis 2018 absolvierte sie als DAAD-Stipendiatin ein zweijähriges Masterstudium der Filmregie an der National Film and Television School (NFTS) in Beaconsfield bei London.
Ihr Film Walya lief 2017 unter anderem im Wettbewerb des Max Ophüls Preises sowie auf dem Filmfest Dresden und war 2018 für den Deutschen Kamerapreis nominiert. Ihr Abschlussfilm in der NFTS, Rooftop Refugee, den sie zusammen mit der Autorin Rebecca Martin schrieb, feierte 2019 auf dem Edinburgh International Film Festival Premiere und wurde unter anderem auf dem Bundesfestival junger Film 2020 mit dem Nachhaltigkeitspreis ausgezeichnet.
2018 nahm Alexandra Brodski am Les Arcs Talent Village teil, wo sie ihren Spielfilmstoff Beyoncé Almighty unter der Schirmherrschaft von Thomas Vinterberg weiterentwickelte. 2021 hatte ihr Kurzfilm Joy auf dem BFI London Film Festival Premiere. Im gleichen Jahr führte sie zusammen mit Alex Winckler Regie bei der Channel-4-Serie Somewhere Boy (vormals: The Birth of Daniel F. Harris), produziert von Clerkenwell Films, die 2022 auf dem Festival Series Mania den Publikumspreis gewann und schon vor Veröffentlichung positive Kritiken erhielt.